# Mary Gawthorpe
Mary Eleanor Gawtorpe, född 12 januari 1881 i Leeds, död 12 mars 1973 i New York, var en brittisk rösträttskvinna
Efter att 1905 ha läst om fängslandet av Annie Kenney och Christabel Pankhurst anslöt sig Gawthorpe till National Union of Women's Suffrage Societys avdelning i Leeds och skrev ett brev, i vilket hon erbjöd sig att själv gå i fängelse. År 1906 blev hon aktiv som organisatör inom Women's Social and Political Union (WPSU) och fängslades två gånger för sitt deltagande i organisationens aktiviteter. Hon var redaktör för Freewoman 1911. Hon var en av WSPU:s mest uppskattade talare och kom att inspirera många unga feminister, däribland Rebecca West.